# Liste der Baudenkmäler in Traunstein
Auf dieser Seite sind die Baudenkmäler in der oberbayerischen Großen Kreisstadt Traunstein zusammengestellt. Diese Tabelle ist eine Teilliste der Liste der Baudenkmäler in Bayern. Grundlage ist die Bayerische Denkmalliste, die auf Basis des Bayerischen Denkmalschutzgesetzes vom 1. Oktober 1973 erstmals erstellt wurde und seither durch das Bayerische Landesamt für Denkmalpflege geführt wird. Die folgenden Angaben ersetzen nicht die rechtsverbindliche Auskunft der Denkmalschutzbehörde.

## Ensembles

### Ensemble Karl-Theodor-Platz

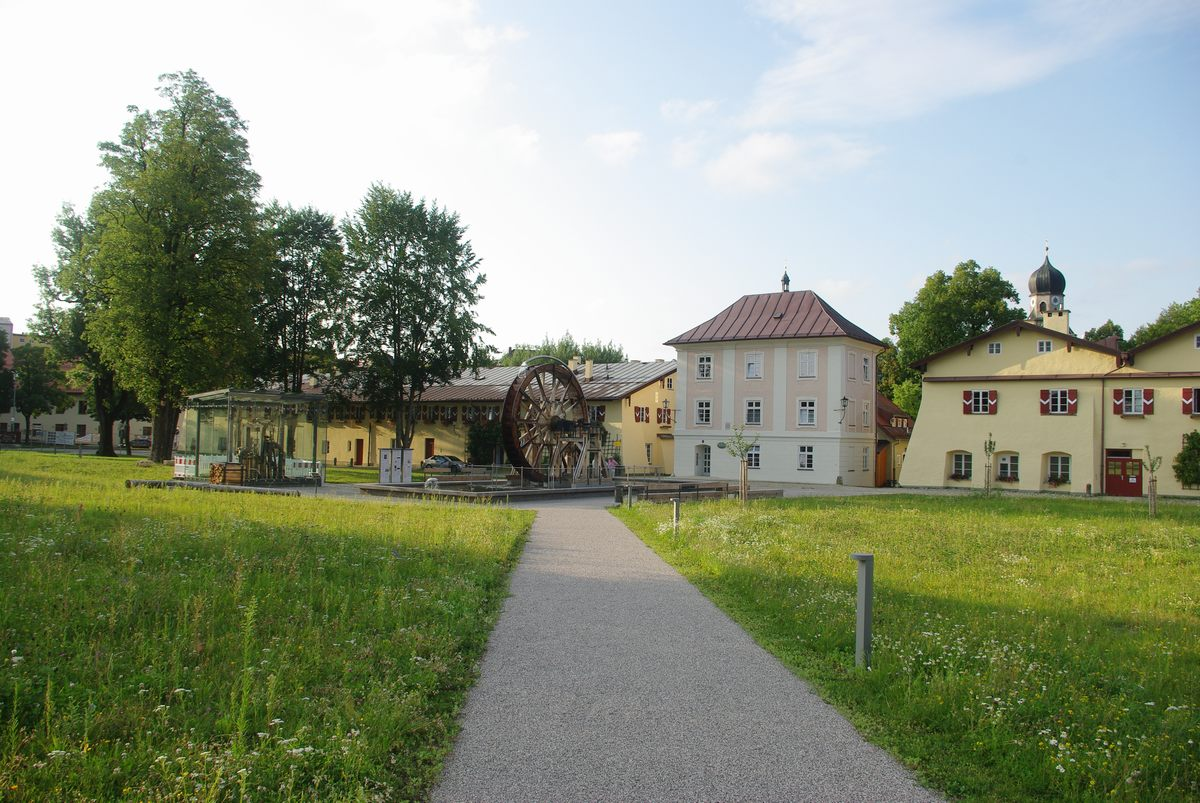

Das Ensemble umfasst den engeren Bereich der ab 1618/19 unter Herzog Maximilian I. angelegten Saline, die sich über knapp drei Jahrhunderte zum industriellen Großbetrieb entwickelt hat und deren bauliche Überlieferung heute zwar stark reduziert ist, aber noch immer wesentliche, bis in die Gründungsphase zurückreichende Elemente und Zusammenhänge dokumentiert.
Aktennummer: E-1-89-155-3

### Ensemble Kreuzung Crailsheim- und Herzog-Friedrich-Straße

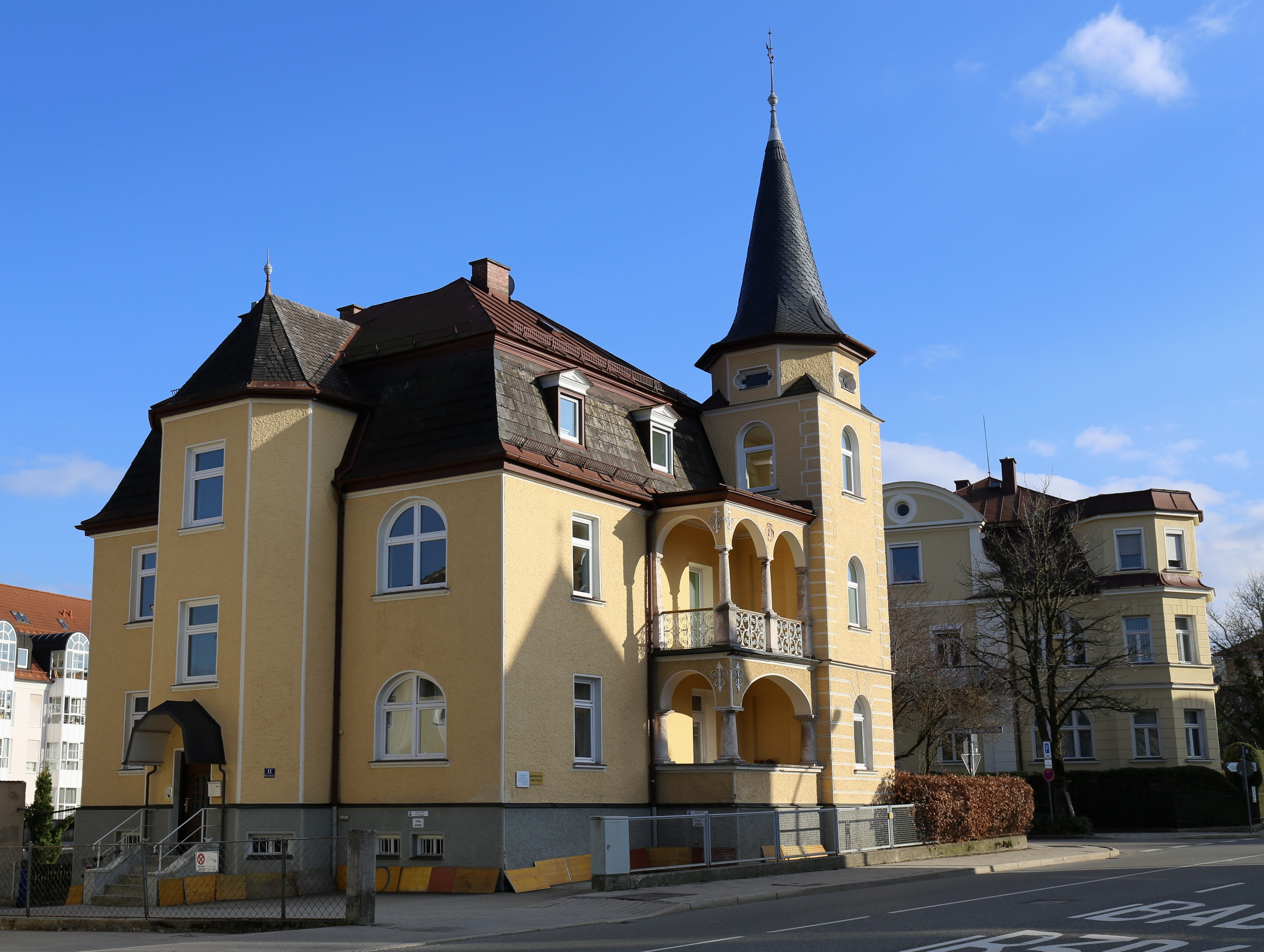

Die Bebauung an der Kreuzung Crailsheim- und Herzog-Friedrich-Straße durch villenähnliche, von kleineren Gärten umgebene zweigeschossige Wohnhäuser ist ein exemplarischer Ausschnitt der im letzten Viertel des 19. Jahrhunderts einsetzenden Stadterweiterung Traunsteins nach Westen und Südwesten.
Aktennummer: E-1-89-155-1 

### Ensemble Stadtplatz

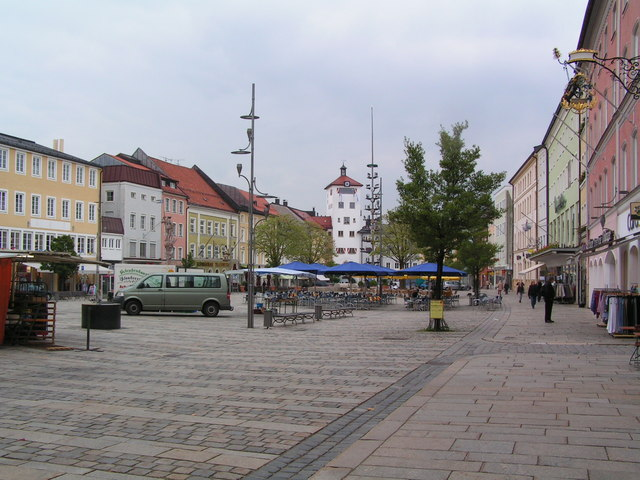

Das Ensemble umfasst den im Zentrum der Altstadt auf der Hochterrasse über der Traun gelegenen Marktplatz mit seiner geschlossenen Umbauung, der im westlichen Teil freistehenden Kirche und den Ansätzen der am oberen und unteren Ende des Marktes nach Nordwesten bzw. Südosten abzweigenden sogenannte Zwerchgassen (Schaumburgerstraße und Hofgasse).
Aktennummer: E-1-89-155-9 

### Ensemble Vorstadt Vorberg

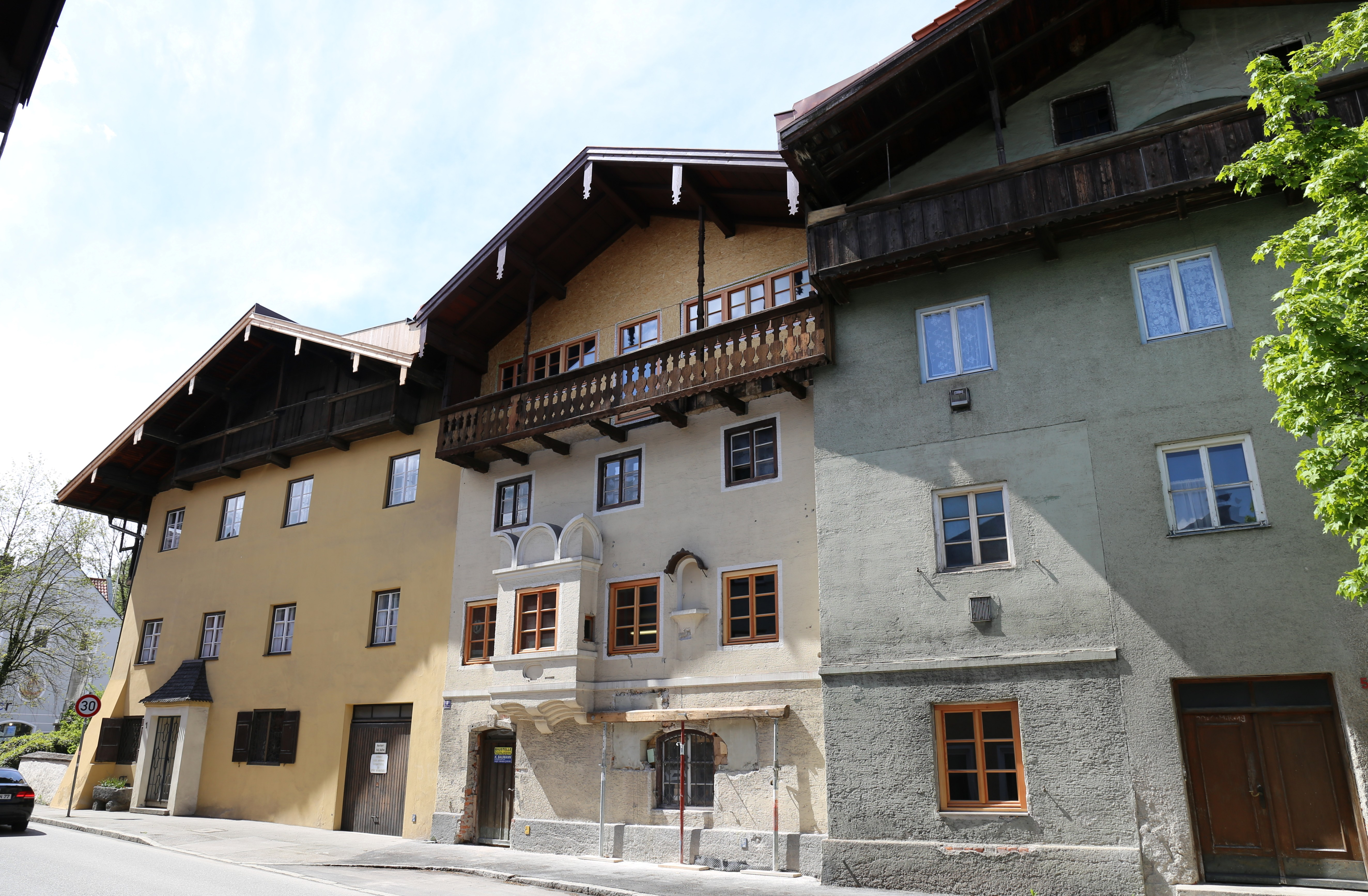

Das Ensemble umfasst mit dem Südteil der Schützenstraße und der nördlichen Zeile der Scheibenstraße den hinsichtlich Baubestand und Nutzungsstruktur signifikantesten Teil der spätmittelalterlichen Vorstadt Vorberg, die sich vom Fuß des Stadtberges nach Norden und im Zuge der alten Salzhandelsstraße nach Osten zum Traunübergang erstreckt.
Aktennummer: E-1-89-155-7 

## Baudenkmäler nach Ortsteilen

### Traunstein
| Lage                                                                        | Objekt                                                                                            | Beschreibung | Akten-Nr.             | Bild                                                                                              |
| --------------------------------------------------------------------------- | ------------------------------------------------------------------------------------------------- | --- | --------------------- | ------------------------------------------------------------------------------------------------- |
| Äußere Rosenheimer Straße 21 (Standort)                                     | Villa                                                                                             | repräsentativer barockisierender Walmdachbau mit schräg gestellten Eckrisaliten, Säulenportal und gartenseitiger Rotunde, von Carl Jäger, 1923/24. | D-1-89-155-168        | weitere Bilder                                                                                    |
| Bachmayerstraße 1 (Standort)                                                | Villa                                                                                             | asymmetrisch gruppierter Eckbau, zweigeschossig, mit überkuppeltem Turm, errichtet 1901, erweitert nach Plänen von Sebastian Polz, 1912; mit Einfriedung. | D-1-89-155-206        | weitere Bilder                                                                                    |
| Bachmayerstraße 5 (Standort)                                                | Einfamilienhaus                                                                                   | zweigeschossiger giebelständiger Satteldachbau mit überdachten Giebelgesimsen und gartenseitig polygonalem Bodenerker, im sogenannten Reformstil, von Maurermeister Josef Brandmaier, 1908. | D-1-89-155-217        | Einfamilienhaus                                                                                   |
| Bahnhofstraße 14 (Standort)                                                 | Wohn- und Geschäftshaus                                                                           | dreigeschossiger Kernbau von 1876, ab 1904 aufgestockt und umgestaltet, mit Fassadenmalereien im Jugendstil. | D-1-89-155-5          | weitere Bilder                                                                                    |
| Bahnhofstraße 16; Bahnhofstraße 16 a (Standort)                             | Wohn- und Geschäftshaus                                                                           | Viergeschossig mit Flacherker und turmartigem Eckerker, Fassade mit Jugendstildekorationen, von Josef und Sebastian Polz, 1904. | D-1-89-155-6          | weitere Bilder                                                                                    |
| Bahnhofstraße 28 (Standort)                                                 | Wohnhaus                                                                                          | zweigeschossiger villenartiger Walmdachbau mit Eckrisaliten, in Formen der Neurenaissance, errichtet nach Plan von L. Strobl, 1888, Gesamterscheinung in den 1960er Jahren reduziert. | D-1-89-155-7          | weitere Bilder                                                                                    |
| Bahnhofstraße 32 (Standort)                                                 | Villenartiges Wohnhaus                                                                            | zweigeschossiger Putzbau mit Halbwalmdach, Eckerkerturm und Zierfachwerkfries, späthistoristisch, um 1890/95, Äußeres nach Kriegsschäden von 1945 vereinfacht. | D-1-89-155-167        | weitere Bilder                                                                                    |
| Bahnlinie Rosenheim - Freilassing; Kammerer Straße (Standort)               | Eisenbahn-Viadukt über die Traun                                                                  | Fünfjochig mit rustizierten Rundbogenöffnungen, 1858/59. | D-1-89-155-20         | weitere Bilder                                                                                    |
| Binderstraße 5; Äußere Rosenheimer Straße 7 (Standort)                      | Sommerkeller                                                                                      | Ehemaliger Sommerkeller und Saalbau der Höllbrauerei, um 1800 angelegt, ab 1861 und um 1880/90 erweitert und historisierend überformt, Kellergeschoss in Nagelfluhmauerwerk, Obergeschosse als Sichtziegelbauten mit Zierfachwerk. | D-1-89-155-1          | Sommerkeller                                                                                      |
| Crailsheimstraße 1 (Standort)                                               | Wohnhaus in Ecklage                                                                               | zweigeschossig, im barockisierenden Heimatstil, von Sebastian Polz, erbaut 1892. | D-1-89-155-8          | weitere Bilder                                                                                    |
| Crailsheimstraße 9 (Standort)                                               | Villa                                                                                             | zweigeschossig, nach Plänen von L. Obermeier erbaut, 1902; bauliche Einheit mit Herzog-Friedrich-Straße 10a. | D-1-89-155-190        | Villa                                                                                             |
| Crailsheimstraße 17 (Standort)                                              | Villa Steiner                                                                                     | stattlicher zweigeschossiger Mansarddachbau im barockisierenden Jugendstil, von Josef Angerer, bezeichnet mit dem Jahr 1910/11; mit Garteneinfriedung, gleichzeitig, und zwei barocken Zwergen-Figuren aus Schloss Mirabell in Salzburg. | D-1-89-155-10         | weitere Bilder                                                                                    |
| Frühlingstraße 27 (Standort)                                                | Villa Hasslberger                                                                                 | frei stehend in Hanglage, mit Erkern, vorkragendem Schopfwalmdach und Zwerchhaus, in Formen des reduzierten Historismus, von Sebastian Polz, 1910/11. | D-1-89-155-11         | weitere Bilder                                                                                    |
| Haslacher Straße (Standort)                                                 | Sogenannte Blitzkapelle                                                                           | torartiger Bau mit Pilastergliederung und überwölbtem Durchgang, 17./18. Jahrhundert. | D-1-89-155-13         | Sogenannte Blitzkapelle                                                                           |
| Haslacher Straße 6 (Standort)                                               | Ehemaliges Großhandelsgebäude                                                                     | hoher freistehender Satteldachbau mit Quergiebeln und Türmchen, Fassadengliederung und reichem Stuckdekor in geometrischen und floralen Jugendstilformen, erbaut (bezeichnet mit dem Jahr) von Sebastian Polz, 1907. | D-1-89-155-12         | Ehemaliges Großhandelsgebäude                                                                     |
| Haslacher Straße 18; Leonrodstraße 3 (Standort)                             | Doppelwohnhaus                                                                                    | in historisierenden Formen, auf abgewinkeltem Grundriss asymmetrisch gegliedert, mit turmartigem Eckerker, Risaliten und Zierfachwerk, erbaut von Sebastian Polz, 1899; zusammen mit Leonrodstraße 3. | D-1-89-155-139        | weitere Bilder                                                                                    |
| Haslacher Straße 20 (Standort)                                              | Wohn- und Bürogebäude                                                                             | ehemals mit Gaststätte im Erdgeschoss, dreigeschossiger freistehender Eckbau mit barockisierend gegliederten Fassaden, Ziergiebel über abgeschrägter Eingangsachse, Eisenbalkonen und Zwerchhaus, nach Plänen von Zimmermeister Josef Seehuber, 1901/02. | D-1-89-155-218        | weitere Bilder                                                                                    |
| Hausenstraße 4 (Standort)                                                   | Einfamilienhaus                                                                                   | eingeschossig mit weit heruntergezogenem und überstehendem Mansardwalmdach mit Quergiebel, im sogenannten Reformstil, 1910. | D-1-89-155-14         | Einfamilienhaus                                                                                   |
| Hausenstraße 6 (Standort)                                                   | Einfamilienhaus                                                                                   | zweigeschossig mit weit überstehendem Zeltdach und zwei Zwerchhäusern, im sogenannten Reformstil, 1910. | D-1-89-155-15         | Einfamilienhaus                                                                                   |
| Hausenstraße 11 (Standort)                                                  | Villa Schulz                                                                                      | zweigeschossige Anlage in Formen des späten barockisierenden Jugendstils, erbaut von Sebastian Polz, 1912/13, mit schmiedeeiserner Portaleinfassung von 1906. | D-1-89-155-16         | Villa Schulz                                                                                      |
| Hausenstraße 14 (Standort)                                                  | Wohnhaus im Typ einer Mietvilla                                                                   | mit hohem Mansardwalmdach und Zwerchhaus über Mittelrisalit, in reduziert-historisierenden Formen, von Oberbaurat Theodor von Kramer (Nürnberg), 1911/12. | D-1-89-155-142        | Wohnhaus im Typ einer Mietvilla                                                                   |
| Herzog-Friedrich-Straße 2 (Standort)                                        | Sogenanntes Storflinger-Haus                                                                      | dreigeschossiges villenartiges Wohnhaus, Neurenaissance, von Sebastian Polz, 1899. | D-1-89-155-17         | Sogenanntes Storflinger-Haus                                                                      |
| Herzog-Friedrich-Straße 8 (Standort)                                        | Villenartiges Wohnhaus                                                                            | historisierend, mit Eckturm und Fachwerkteilen, erbaut 1891/92. | D-1-89-155-208        | weitere Bilder                                                                                    |
| Herzog-Friedrich-Straße 10 (Standort)                                       | Etagenvilla                                                                                       | zweigeschossiger Mansardwalmdachbau über hohem Sockel mit Mittelrisalit und Putzgliederung, in barockisierend-historistischer Formensprache, wohl nach Plänen von Baumeister Sebastian Polz, bez. 1901. | D-1-89-155-228        | BW                                                                                                |
| Herzog-Friedrich-Straße 10 a (Standort)                                     | Wohnhaus                                                                                          | villenartige zweigeschossige Anlage mit rundem Eckturm und Giebelrisaliten mit geschweiften Abschlüssen, barockisierend, 1902. | D-1-89-155-18         | weitere Bilder                                                                                    |
| Hinter der Veste 4 (Standort)                                               |                                                                                                   | Hierzu restlicher Zug der Stadtbefestigung, mittelalterlich. | D-1-89-155-19         |                                                                                                   |
| Hinter der Veste 4 (Standort)                                               | Kellerhaus mit Gastwirtschaft                                                                     | breit gelagerter Schopfwalmdachbau, bezeichnet mit dem Jahr 1816 und 1828; rückwärtig einbezogen Teilstück der mittelalterlichen Stadtmauer, zugehörig Kelleranlagen im Berg. Antonikapelle, zweite Hälfte 17. Jahrhundert; mit Ausstattung. | D-1-89-155-62         | weitere Bilder                                                                                    |
| Hofgasse 8 (Standort)                                                       | Kelleranlage des Hofbräuhauses                                                                    | gewölbte Kellerräume im Hang unterhalb der Brauereigebäude, um 1800. | D-1-89-155-209        | BW                                                                                                |
| Höllgasse 4; Höllgasse 4 a (Standort)                                       | Ehemalige Höllbrauerei                                                                            | dreigeschossiges Wohnhaus, unter Einbeziehung älterer Substanz errichtet nach 1851; 2004/05 weitgehend entkernt. | D-1-89-155-165        | Ehemalige Höllbrauerei                                                                            |
| Höllgasse 10; Mittlere Hofgasse 14 (Standort)                               | Aubergtor                                                                                         | zwei Torpfeiler mit Löwenfiguren, errichtet 1824, Löwen von 1844. | D-1-89-155-3          | Aubergtor                                                                                         |
| Josefstraße 6 (Standort)                                                    | Villa                                                                                             | Eingeschossiger Mansarddachbau mit Schopf und Gauben, traufseitiger Windfang, nach Plänen von Wilhelm Glöckle, 1912; mit Garteneinfriedung | D-1-89-155-230        | BW                                                                                                |
| Kardinal-Faulhaber-Straße 6 (Standort)                                      | Studienseminar St. Michael                                                                        | Dreigeschossige Anlage über gestreckt-kreuzförmigem Gesamtgrundriss, mit Turm über der Eingangsachse, von Georg Berlinger sen., 1928/29; im Südflügel Seminarkirche, barockisierend; mit Ausstattung. | D-1-89-155-21         | weitere Bilder                                                                                    |
| Karl-Theodor-Platz 1 (Standort)                                             | St. Rupert und Maximilian                                                                         | Katholische Salinenkapelle, kreuzförmiger Bau mit Turm über dem quadratischen Mittelraum, nach Plänen von Isaak Bader durch Wolf König errichtet, 1630/31; mit Ausstattung. | D-1-89-155-22         | weitere Bilder                                                                                    |
| Karl-Theodor-Platz 2; Karl-Theodor-Platz 3; Karl-Theodor-Platz 4 (Standort) | Alberti-Ferdinandi-Stock                                                                          | zwei mächtige traufseitige Werks- und Wohngebäude mit vorstehenden Flachsatteldächern, durch zurückliegende Trakte verbunden, in den Ecken Treppenhäuser, errichtet 1621/22. | D-1-89-155-23         | Alberti-Ferdinandi-Stock                                                                          |
| Karl-Theodor-Platz 6; Karl-Theodor-Platz 7; Karl-Theodor-Platz 8 (Standort) | Maximiliani-Wilhelmi-Stock                                                                        | drei mächtige gekoppelte dreigeschossige Werks- und Wohngebäude mit vorstehenden Flachsatteldächern, der mittlere Bau stark zurücktretend, in den Ecken Treppenhäuser, 1618/19 errichtet, 1671 nach Brand erneuert. | D-1-89-155-24         | Maximiliani-Wilhelmi-Stock                                                                        |
| Karl-Theodor-Platz 20 - 27 (Standort)                                       | Marienstock                                                                                       | lang gestreckter dreigeschossiger Mansarddachbau, ehemals Wohnungen der Salinenarbeiter, im Kern um 1630 (Nr. 2025); nach Westen durch gleichartigen Trakt 1926 verlängert (Nr. 26/27). | D-1-89-155-25         | Marienstock                                                                                       |
| Karl-Theodor-Platz 41 a (Standort)                                          | Ehemaliger Salzmühlstadel                                                                         | Rückgebäude hinter der ehemaligen Fünferpfanne, Salinenstraße 23, erdgeschossiger Ziegelbau mit Tuffsteingliederungen und flachem Walmdach, um 1870. | D-1-89-155-186        | Ehemaliger Salzmühlstadel                                                                         |
| Klosterstraße 13 (Standort)                                                 | Wohnhaus                                                                                          | dreigeschossig, mit Flachsatteldach, im Kern wohl 17. Jahrhundert. | D-1-89-155-26         | weitere Bilder                                                                                    |
| Kohlbrennerstraße 1 (Standort)                                              | Erhaltener Teil des ehemaligen Brunnhauses der Saline                                             | dreigeschossig, mit Lisenengliederung und Walmdach, Ende 18. Jahrhundert. | D-1-89-155-42         | Erhaltener Teil des ehemaligen Brunnhauses der Saline                                             |
| Leonrodstraße 3 (Standort)                                                  | Doppelwohnhaus                                                                                    | in historisierenden Formen, auf abgewinkeltem Grundriss asymmetrisch gegliedert, mit turmartigem Eckerker, Risaliten und Zierfachwerk, erbaut von Sebastian Polz, 1899; zusammen mit Haslacher Straße 18. | D-1-89-155-140        | weitere Bilder                                                                                    |
| Leonrodstraße 4 a (Standort)                                                | Ehemalige Villa                                                                                   | später Pension, zweigeschossig in neubarocken Formen, 1905/07 erbaut; südöstlicher Eckraum des Erdgeschosses historisierend ausgestaltet von Richard Throll, 1908 (bezeichnet mit dem Jahr). | D-1-89-155-27         | weitere Bilder                                                                                    |
| Leonrodstraße 8 (Standort)                                                  | Wohnhaus                                                                                          | villenartig, mit Giebelrisalit, vorkragenden Dächern, Balkons und Loggien, von Sebastian Polz, 1895. | D-1-89-155-28         | Wohnhaus                                                                                          |
| Leonrodstraße 10 (Standort)                                                 | Zweifamilienhaus                                                                                  | zweigeschossig, in zurückhaltendem Jugendstil, mit abgewalmten Dächern, von Sebastian Polz, 1901/02; mit Eisenzaun. | D-1-89-155-29         | Zweifamilienhaus                                                                                  |
| Ludwigstraße 10 (Standort)                                                  | Ehemalige Kapuziner-Klosterkirche                                                                 | Saalbau mit eingezogenem Rechteckchor, 1687–90 errichtet, 1803 profaniert, 1857 als Schulkirche eingerichtet, 1978 erneut profaniert (jetzt Ausstellungs- und Versammlungsraum). | D-1-89-155-31         | Ehemalige Kapuziner-Klosterkirche                                                                 |
| Ludwigstraße 12 (Standort)                                                  | Kapuzinerkloster Traunstein                                                                       | Südflügel, im Kern 17. Jahrhundert, 1857 Ausbau als Schwesternwohnhaus, 1867 aufgestockt; an Nr. 10 anschließend. | D-1-89-155-32         | BW                                                                                                |
| Ludwigstraße 19 (Standort)                                                  | St. Georg und Katharina                                                                           | Ehemalige Friedhofskirche (seit 1922 Kriegergedächtnisstätte), errichtet 1639; mit Ausstattung. | D-1-89-155-4          | weitere Bilder                                                                                    |
| Ludwigstraße 19 (Standort)                                                  | Friedhofsanlage                                                                                   | wohl 16./17. Jahrhundert; an der Westseite Zug der ehemaligen Gottesacker-Arkaden, um 1820/30. | D-1-89-155-4          | weitere Bilder                                                                                    |
| Ludwigstraße 19 (Standort)                                                  | Kriegerdenkmäler                                                                                  | Zwei Kriegerdenkmäler: Obelisk aus Gusseisen mit Emblemen, zum Gedenken an die Gefallenen der napoleonischen Kriege, bezeichnet mit dem Jahr 1837; Steinpfeiler mit Inschrifttafeln und Raupenhelm, zum Gedenken an die Gefallenen von 1870/71, aufgestellt 1876. | D-1-89-155-4 Wikidata | weitere Bilder                                                                                    |
| Ludwigstraße 22 (Standort)                                                  | Wohnhaus                                                                                          | vornehme villenartige Anlage, zweigeschossig mit Mittelrisalit und Walmdach, spätklassizistisch, 1883/84. | D-1-89-155-33         | Wohnhaus                                                                                          |
| Ludwig-Thoma-Straße 5 (Standort)                                            | Villa Hager                                                                                       | zweigeschossige spätklassizistischer Walmdachbau in Vorstadtgarten, 1874. | D-1-89-155-30         | Villa Hager                                                                                       |
| Marienstraße 10 a (Standort)                                                | Villa Murschhauser                                                                                | palaisartiges Wohnhaus, neubarock, 1893/94. | D-1-89-155-34         | weitere Bilder                                                                                    |
| Martin-Luther-Platz 6 (Standort)                                            | Evangelisch.-lutherische Auferstehungskirche                                                      | dreischiffiger unverputzter Bruchsteinbau mit seitlich beigestelltem Turm, neuromanisch und neugotisch, erbaut nach Plänen von Alfred Stamm, 1897–99; mit Ausstattung. | D-1-89-155-9          | weitere Bilder                                                                                    |
| Maxplatz 7 (Standort)                                                       | Wohn- und Geschäftshaus                                                                           | viergeschossiger Eckbau in Formen des Maximilianstils, 1863 erbaut; um 1990 entkernt und neu ausgebaut. | D-1-89-155-141        | weitere Bilder                                                                                    |
| Maxplatz 8 (Standort)                                                       | Katholisches Pfarramt St. Oswald                                                                  | zweigeschossiger Walmdachbau, errichtet 1851, Mittelrisalit in gotisierenden Formen 1907 angefügt, Nordseite modern verändert; im Garten Kapelle, 1939; an der Gartenmauer zur Bahnhofstraße Brunnen von 1914, modern verändert. | D-1-89-155-35         | weitere Bilder                                                                                    |
| Maxplatz 13; Stadtplatz 4 (Standort)                                        | Bürgerhaus                                                                                        | dreigeschossig, mit Erdgeschosslauben, 17./18. Jahrhundert. | D-1-89-155-65         | Bürgerhaus                                                                                        |
| Nähe Triftweg (Standort)                                                    | Kapelle St. Johann Nepomuk                                                                        | Mitte 18. Jahrhundert; mit Ausstattung. | D-1-89-155-81         | Kapelle St. Johann Nepomuk                                                                        |
| Obere Hammerstraße 1 (Standort)                                             | Denkmal für Franz Xaver Gabelsberger                                                              | 1913; Ecke Wasserburger Straße. | D-1-89-155-87         | weitere Bilder                                                                                    |
| Papst-Benedikt-XVI.-Platz 2 (Standort)                                      | Denkmal für Turnvater Jahn                                                                        | Büste auf Natursteinsockel über Unterbau aus Natursteinquadern, eingebunden in Grünanlage mit Einfassungsmauer aus Bruchsteinen, Büste von Bildhauer Leo von Moos, 1904 | D-1-89-155-226        | weitere Bilder                                                                                    |
| Rosenheimer Straße 2 (Standort)                                             | Justizvollzugsanstalt                                                                             | früheres Landgerichtsgefängnis, monumentale spätklassizistische Anlage, 1857/58, erweitert und aufgestockt 1900–02. | D-1-89-155-39         | weitere Bilder                                                                                    |
| Rosenheimer Straße 5 (Standort)                                             | Ehemaliges Progymnasium                                                                           | jetzt Städtische Musikschule, dreigeschossiger neubarocker Walmdachbau mit reich gegliederten Fassaden, nach Plänen von Sebastian Polz, 1900/01. | D-1-89-155-220        | weitere Bilder                                                                                    |
| Rupprechtstraße 6 (Standort)                                                | Ehemalige Villa Ehrensberger                                                                      | jetzt Bildungs- und Exerzitienhaus St. Rupert, vornehme Anlage im klassizisierenden Jugendstil, mit vier Eckerkern und Observatorium auf dem Dach, nach Plan von Georg Metzendorf, errichtet 1912–15. | D-1-89-155-40         | Ehemalige Villa Ehrensberger                                                                      |
| Salinenstraße 10; Salinenstraße 12; Salinenstraße 14 (Standort)             | Im ehemaligen Rupertistadl befindet sich heute die Flussmeisterstelle des Wasserwirtschaftsamtes. | Baumagazin, Langbau mit holzvergitterten Öffnungen, turmartigem Mittelbau und zwei Querflügeln, Schlackenmauerwerk mit Backsteingliederungen, dem Mittelbau vorgesetzt Kapellennische, 1864 als Lagergebäude der Saline erbaut, Wohnungseinbau im Westflügel 1928. | D-1-89-155-41         | Im ehemaligen Rupertistadl befindet sich heute die Flussmeisterstelle des Wasserwirtschaftsamtes. |
| Salinenstraße 21; Salinenstraße 21 a (Standort)                             | Ehemaliges Amtsgerichtsgebäude                                                                    | lang gestreckter Satteldachbau mit geböschten Ecken und zwei symmetrischen, durch übergiebelte Erker akzentuierten Eingängen sowie winkelförmig angeschlossenem Walmdach-Seitenflügel, in historisierenden Formen mit expressionistischen Anklängen, als Gendarmeriedienstund Wohngebäude erbaut nach Plänen des Landbauamtes Traunstein, 1927. | D-1-89-155-166        | Ehemaliges Amtsgerichtsgebäude                                                                    |
| Schaumburgerstraße 1 (Standort)                                             | Wohn- und Geschäftshaus                                                                           | im Kern 17./18. Jahrhundert, mit reicher Neurenaissance-Fassade, drittes Viertel 19. Jahrhundert. | D-1-89-155-43         | weitere Bilder                                                                                    |
| Schaumburgerstraße 7 (Standort)                                             | Bürgerhaus                                                                                        | viergeschossig mit Vorschussmauer und Flacherker, im Kern spätmittelalterlich. | D-1-89-155-45         | weitere Bilder                                                                                    |
| Schaumburgerstraße 13; Schaumburgerstraße 13 a (Standort)                   | Bürgerhaus                                                                                        | viergeschossig, Obergeschosse über Konsolen mit Stichbögen vorkragend, im Kern spätmittelalterlich, Vorschussmauer Anfang 20. Jahrhundert. | D-1-89-155-47         | Bürgerhaus                                                                                        |
| Schaumburgerstraße 15 (Standort)                                            | Bürgerhaus                                                                                        | dreigeschossig, Obergeschosse über Konsolen mit Stichbögen vorkragend, im Kern spätmittelalterlich, neubarocker Schweifgiebel um 1900, Wandbild bezeichnet mit dem Jahr 1777. | D-1-89-155-48         | weitere Bilder                                                                                    |
| Schaumburgerstraße 29 (Standort)                                            |                                                                                                   | Hierzu Rest der Stadtmauer, mittelalterlich. | D-1-89-155-49         |                                                                                                   |
| Scheibenstraße 4 (Standort)                                                 | Türgewände                                                                                        | bezeichnet mit dem Jahr 1827; Hausfigur hl. Sebastian, wohl noch 18. Jahrhundert. | D-1-89-155-50         | weitere Bilder                                                                                    |
| Scheibenstraße 6 (Standort)                                                 | Ehemaliger Gasthof                                                                                | stattlicher dreigeschossiger Traufseitbau, nach 1851; rückwärtig quer anschließender gleichzeitiger Brauereiflügel, 1918–21 zum Saalbau umgestaltet. | D-1-89-155-51         | BW                                                                                                |
| Scheibenstraße 9; Scheibenstraße 9 a (Standort)                             | Wohnhaus                                                                                          | dreigeschossig, mit Erker, Anfang 17. Jahrhundert, ornamentiertes Türgewände bezeichnet mit dem Jahr 1828. | D-1-89-155-53         | weitere Bilder                                                                                    |
| Scheibenstraße 11 (Standort)                                                | Wohnhaus                                                                                          | dreigeschossig, mit Erker, Anfang 17. Jahrhundert. Grundsubstanz aus der Zeit der Spätgotik die von 1350 bis 1520 reichte. Bis zum Ende des 17. Jahrhunderts waren kleinere Fenster im Haus eingebaut und im Giebelbereich sowie dem zweiten Stock war bis zur Sanierung 1988 der Originalputz (Kalkputz) erhalten gewesen. Zeugnis der Inn-Salzach-Bauweise der prägenden Traunsteiner Architektur aus der Zeit vor den Stadtbränden und der Anfangsform dessen Stils mit Giebel und weitausladenden hölzernen Vordach. | D-1-89-155-54         | weitere Bilder                                                                                    |
| Scheibenstraße 20 (Standort)                                                | Barockes Relief                                                                                   | an der Fassade des Wohnhauses. | D-1-89-155-55         | Barockes Relief                                                                                   |
| Schloßstraße 15 (Standort)                                                  | Katholische Pfarrkirche Hl. Kreuz                                                                 | sechzehneckiger Zentralbau, ausgemauerte Stahlskelettkonstruktion (vormals Kunsthalle in Oberammergau) mit hoher, durchfensterter Laterne über dem flach geneigten Dach und angesetztem Eingangsvorbau, von Rolf ter Haerst, 1952; mit Ausstattung. | D-1-89-155-211        | BW                                                                                                |
| Schloßstraße 15 a (Standort)                                                | Kernschloss                                                                                       | jetzt Pfarrhaus, östlicher Teil als Gartenschlösschen um 1770 errichtet, im 19. Jahrhundert um Westflügel erweitert, beide Bauteile 1898 überformt und vergrößert, mit Eckturm. | D-1-89-155-56         | Kernschloss                                                                                       |
| Schützenstraße 1 (Standort)                                                 | Färberhaus                                                                                        | dreigeschossig, mit Flachsatteldach, verbrettertem Giebel und Hochlaube, Mitte 17. Jahrhundert. | D-1-89-155-57         | weitere Bilder                                                                                    |
| Schützenstraße 3 (Standort)                                                 | Gerberhaus                                                                                        | dreigeschossig, mit Flachsatteldach, mit Erker, Anfang 17. Jahrhundert. | D-1-89-155-58         | weitere Bilder                                                                                    |
| Schützenstraße 4 (Standort)                                                 | Wohnhaus                                                                                          | wohl ehemalige Herberge, dreigeschossig, mit Flachsatteldach, 16./17. Jahrhundert. | D-1-89-155-59         | weitere Bilder                                                                                    |
| Schützenstraße 5 (Standort)                                                 | Wohn- und Handwerkerhaus                                                                          | dreigeschossig, mit Flachsatteldach und Hochlaube, Firstpfette bezeichnet mit dem Jahr 1685. | D-1-89-155-60         | weitere Bilder                                                                                    |
| Stadtplatz (Standort)                                                       | Lindlbrunnen                                                                                      | Brunnensäule mit Skulptur aus Ruhpoldinger Marmor, von Meister Steffan errichtet, 1525/26, Brunnenbecken von 1646. | D-1-89-155-77         | weitere Bilder                                                                                    |
| Stadtplatz 1 (Standort)                                                     | Stadtpfarrkirche St. Oswald                                                                       | über mittelalterlicher Grundlage Langhaus erbaut durch Kaspar Zuccalli und Lorenzo Sciasca, 1675–90, Chor 1694–96, nach den Stadtbränden 1704 und 1851 erneuert, Westbau und Turm 1885 neu gestaltet, im Inneren weitere Erneuerung 1904–09; mit Ausstattung. | D-1-89-155-63         | weitere Bilder                                                                                    |
| Stadtplatz 2; Stadtplatz 3 (Standort)                                       | Torturm des ehemaligen Oberen oder Münchner Tores                                                 | sogenannter Brothausturm, 1541 erbaut, Ausbau Mitte 18. Jahrhundert, und ehemaliges Zieglerwirtshaus, jetzt Museum im Heimathaus, mit Erdgeschosslauben und Erker, spätes 17. Jahrhundert. | D-1-89-155-64         | weitere Bilder                                                                                    |
| Stadtplatz 5 (Standort)                                                     | Bürgerhaus                                                                                        | dreigeschossig, mit Erdgeschosslauben, im Kern spätmittelalterlich. | D-1-89-155-66         | weitere Bilder                                                                                    |
| Stadtplatz 6 (Standort)                                                     | Bürgerhaus                                                                                        | dreigeschossig, im Kern spätmittelalterlich. | D-1-89-155-67         | weitere Bilder                                                                                    |
| Stadtplatz 7 (Standort)                                                     | Mesnerhaus                                                                                        | dreigeschossig, im Kern 17./18. Jahrhundert, Empirefassade. | D-1-89-155-68         | weitere Bilder                                                                                    |
| Stadtplatz 8 (Standort)                                                     | Bürgerhaus                                                                                        | Eckbau mit zwei Erkern, im Kern spätmittelalterlich; mit Ausstattung der ehemaligen Hauskapelle St. Achatius. | D-1-89-155-69         | weitere Bilder                                                                                    |
| Stadtplatz 12 (Standort)                                                    | Marienapotheke                                                                                    | mit zwei Flacherkern, im Kern 17./18. Jahrhundert, Neurenaissance-Fassadenbemalung durch Josef Widmann, bezeichnet mit dem Jahr 1891. | D-1-89-155-70         | weitere Bilder                                                                                    |
| Stadtplatz 20 (Standort)                                                    | Sternbräu                                                                                         | dreigeschossige stattliche Anlage, Fassade im sogenannten Maximiliansstil, nach 1851. | D-1-89-155-71         | weitere Bilder                                                                                    |
| Stadtplatz 21 (Standort)                                                    | Rückgebäude der ehemaligen Brauerei                                                               | erbaut 1851, mit stuckiertem Festsaal im barockisierenden Jugendstil, sogenannter Rokoko-Saal, eingerichtet ab 1902. | D-1-89-155-212        | Rückgebäude der ehemaligen Brauerei                                                               |
| Stadtplatz 36; Stadtplatz 36 a (Standort)                                   | Wohn- und Geschäftshaus                                                                           | dreigeschossig mit Halbstock, im sogenannten Maximiliansstil, nach 1859. | D-1-89-155-73         | Wohn- und Geschäftshaus                                                                           |
| Stadtplatz 37 (Standort)                                                    | Gasthaus Höllbräu                                                                                 | viergeschossig, mit Flacherker und Vorschussmauer, im Kern wohl 17. Jahrhundert, erneuert nach 1851. | D-1-89-155-74         | Gasthaus Höllbräu                                                                                 |
| Stadtplatz 38 (Standort)                                                    | Ehemaliges königliches Hauptsalzamt                                                               | dreigeschossiger Bau, 1852/53 unter Verwendung des barocken Vorgängerbaus wieder hergestellt, mit Fassade im sogenannten florentinischen Stil, Ende der 1990er Jahre in Rathaus-Erweiterung einbezogen; vor dem Gebäude unter dem heutigen Gehweg-Niveau Rest einer ehemals gewölbten Brunnenstube, wohl 13. Jahrhundert. | D-1-89-155-75         | weitere Bilder                                                                                    |
| Stadtplatz 38 a (Standort)                                                  | Ehemaliges Landgericht                                                                            | dreigeschossiger Bau mit Fassade im sogenannten byzantinischen Stil und rückwärtigen Seitenflügeln, nach Plänen des Zivilbauinspektors Reuter, 1853/54, Ende der 1990er Jahre in Rathaus-Erweiterung einbezogen. | D-1-89-155-207        | weitere Bilder                                                                                    |
| Stadtplatz 39 (Standort)                                                    | Rathaus                                                                                           | Dreigeschossiger Bau, in neugotischen Formen nach Entwurf von L. Capeller, 1857, Fassadengestaltung 1947–49 reduziert, Ende der 1990er Jahre im Zuge der Rathauserweiterung überformt; mit Ausstattung. | D-1-89-155-76         | weitere Bilder                                                                                    |
| St.-Oswald-Straße 4 (Standort)                                              | Wochinger-Keller                                                                                  | stattlicher Brauereikomplex; Gasthaus, dreigeschossiger Mansarddachbau mit klassizistischer Putzgliederung, am Portal bezeichnet mit dem Jahr 1803 und 1807, angefügter erdgeschossiger Stalltrakt und große Nebengebäude; mehrteilige, gewölbte Bierkelleranlage, etwa 8 m unter Fußbodenniveau; zugehörig Sud- und Maschinenhaus, hoher Putzbau mit Mansarddach, 1901. | D-1-89-155-36         | Wochinger-Keller                                                                                  |
| St.-Oswald-Straße 19 (Standort)                                             | Wohnhaus                                                                                          | zweigeschossige villenartige Anlage in Formen des Nachhistorismus, von Sebastian Polz, 1913. | D-1-89-155-37         | Wohnhaus                                                                                          |
| St.-Oswald-Straße 23 (Standort)                                             | Villenartiges Wohnhaus                                                                            | mit Mansardwalmdach, giebelseitig zur Straße Standerker, traufseitig Quergiebel, erbaut 1901/02. | D-1-89-155-210        | Villenartiges Wohnhaus                                                                            |
| St.-Oswald-Straße 29 (Standort)                                             | Ehemalige Augenklinik Dr. Ferdinand Fischer                                                       | Wohnhaus mit Arztpraxis, Mansarddachbau mit asymmetrisch gegliederter Front und eingeschossigem rückwärtigem Querflügel, von Theodor Fischer, 1911–13. | D-1-89-155-143        | Ehemalige Augenklinik Dr. Ferdinand Fischer                                                       |
| Taubenmarkt 5 (Standort)                                                    | Wohnhaus                                                                                          | mit Flachsatteldach, dreigeschossig, Erker bezeichnet mit dem Jahr 1748. | D-1-89-155-79         | weitere Bilder                                                                                    |
| Taubenmarkt 7 (Standort)                                                    | Wohnhaus                                                                                          | ursprünglich dreigeschossig, im Kern 17./18. Jahrhundert, Fassade 1888 erneuert. | D-1-89-155-80         | weitere Bilder                                                                                    |
| Triftweg 4; Triftweg 6 (Standort)                                           | Ehemaliger Beamtenstock der Saline                                                                | dreigeschossige Anlage mit Halbwalmdach, drittes Viertel 18. Jahrhundert. | D-1-89-155-82         | Ehemaliger Beamtenstock der Saline                                                                |
| Triftweg 8; Triftweg 10 (Standort)                                          | Ehemaliges Herbergshaus                                                                           | zweigeschossig mit Flachsatteldach und geknickter Front, 18. Jahrhundert. | D-1-89-155-83         | BW                                                                                                |
| Triftweg 44 (Standort)                                                      | Wohnhaus                                                                                          | ehemals zur Saline gehörig, zweigeschossig, mit Flachsatteldach, Hochlaube und großer Uhr im Giebel, 18. Jahrhundert. | D-1-89-155-2          | BW                                                                                                |
| Untere Hammerstraße 7 (Standort)                                            | Wohnhaus                                                                                          | mit Krüppelwalmdach und Erker, spätes 18. Jahrhundert, zum ehemaligen Kugelhammer gehörig. | D-1-89-155-84         | BW                                                                                                |
| Untere Hammerstraße 8 (Standort)                                            | Ehemaliges Hammergebäude                                                                          | sogenannter Kugelhammer, zum Teil zweigeschossiger Bau, um Mitte 19. Jahrhundert mit älterem Kern; 1896 Einbau eines E-Werks. | D-1-89-155-85         | BW                                                                                                |
| Vonfichtstraße 3 (Standort)                                                 | Villa Sorrento                                                                                    | zweigeschossiger Mansarddachbau mit Mittelrisalit und Eckturm, Blankziegel-Fassaden mit Sandsteingliederungen, in Neurenaissanceformen, erbaut 1894. | D-1-89-155-144        | BW                                                                                                |
| Wasserburger Straße 10 (Standort)                                           | Villa Eisinger                                                                                    | dreigeschossiger kubischer Bau mit flachem Walmdach und südseitig vorgebauten hölzernen Loggien, in historisierenden Formen, 1873; mit Park. | D-1-89-155-88         | Villa Eisinger                                                                                    |
| Wasserburger Straße 14 (Standort)                                           | Mehrfamilienhaus                                                                                  | Dreigeschossig mit südseitig freiliegendem Untergeschoß und von aufgeständerten hölzernen Loggien flankiertem Mittelrisalit, nach Plänen von Sebastian Polz für den Kunstmaler Wilhelm von Kotzebue errichtet, um 1890. | D-1-89-155-219        | BW                                                                                                |
| Wasserburger Straße 94 (Standort)                                           | Waldfriedhof                                                                                      | planmäßige Anlage mit Friedhofsgebäude, Aussegnungshalle, Arkaden und Ummauerung, in reduziert-historisierenden Formen, nach Entwurf von Sebastian Polz, 1906–08; mit zahlreichen Grabmälern der ersten Hälfte des 20. Jahrhunderts. | D-1-89-155-89         | Waldfriedhof                                                                                      |
| Weckerlestraße 10 - 20 (Standort)                                           | Städtische Wohnanlage                                                                             | der leicht gekrümmten Straßenführung folgende und durch versetzte Anordnung von Haus Nr. 12/14 den Straßenraum akzentuierende Baugruppe aus sechs traufständigen Mehrfamilienhäusern unterschiedlicher Größe, zweigeschossige verputzte Mansarddachbauten mit barocken Anklängen, nach Plänen des Stadtbauamtes errichtet in drei Bauabschnitten, 1921–25. | D-1-89-155-213        | BW                                                                                                |
| Wiesenzeile 5; Wiesenzeile 7 (Standort)                                     | Doppelwohnhaus                                                                                    | zweigeschossiger giebelständiger Bau mit Flachsatteldach, 18. Jahrhundert. | D-1-89-155-91         | weitere Bilder                                                                                    |
| Wiesenzeile 17; Wiesenzeile 19 (Standort)                                   | Doppelwohnhaus                                                                                    | dreigeschossiger giebelständiger Bau mit Flachsatteldach, 17./18. Jahrhundert. | D-1-89-155-92         | weitere Bilder                                                                                    |
| Wiesenzeile 21 (Standort)                                                   | Türgewände                                                                                        | am ehemaligen Gasthaus, bezeichnet mit dem Jahr 1847. | D-1-89-155-93         | BW                                                                                                |

### Haslach
| Lage                       | Objekt                                     | Beschreibung | Akten-Nr.      | Bild           |
| -------------------------- | ------------------------------------------ | --- | -------------- | -------------- |
| Hochstraße 4 (Standort)    | Villa, sogenanntes Schloss                 | stattlicher Walmdachbau mit Lisenengliederung und geschweiften Zwerchhäusern, Baukern als Haslacher Pfarrhof von Lorenzo Sciasca errichtet, um 1677, 1910 Umbau zur Villa in neubarocken Formen. Zugehöriges südliches Nebengebäude, gegliederter zweigeschossiger Stall- und Speicherbau mit flachem Walmdach, Erdgeschoss in Nagelfluhmauerwerk, Ende 19. Jahrhundert. | D-1-89-155-99  | weitere Bilder |
| Hochstraße 8 (Standort)    | Wohnteil des ehemaligen Bauernhauses       | Massivbau mit niedrigem Kniestock und Schopfwalmdach, Anfang 19. Jahrhundert, modern erneuert. | D-1-89-155-101 | BW             |
| Kirchplatz 7 (Standort)    | Bildstock                                  | Marmor, Ende 15./Anfang 16. Jahrhundert; im Garten des Grundstücks. | D-1-89-155-102 | BW             |
| Mühlgasse 12 (Standort)    | Mühlenanwesen                              | ehemaliger Einfirsthof mit Schopfwalmdach, Türgewände bezeichnet mit dem Jahr 1818, im Kern wohl 17. Jahrhundert, Wirtschaftsteil modern ausgebaut. | D-1-89-155-103 | BW             |
| Rupertistraße 1 (Standort) | Katholische Pfarrkirche Mariä Verkündigung | 1846 auf zum Teil spätmittelalterlicher Grundlage dreischiffig erweitert, Chor 1873–76, Unterbau des Westturms Ende 14. Jahrhundert, Aufbau mit Haube 1685; mit Ausstattung. Friedhofskapelle St. Michael und St. Ottilia, spätgotisch, 1490–92 erbaut; mit Ausstattung. Friedhofsummauerung, Ostteil mit barockem Treppenaufgang und Epitaphien des 18. und 19. Jahrhunderts, im Nordteil eingelassene Grabsteine des 16.–19. Jahrhunderts, Westteil mit eingelassenen Grabdenkmälern des 14.–17. Jahrhunderts. | D-1-89-155-104 | weitere Bilder |

### Kammer
| Lage                                      | Objekt                                  | Beschreibung | Akten-Nr.      | Bild              |
| ----------------------------------------- | --------------------------------------- | --- | -------------- | ----------------- |
| Hopfengartenweg 1 (Standort)              | Katholische Kirche St. Johannes Baptist | Saalbau mit polygonalem Chor, spätgotisch, bezeichnet mit dem Jahr 1455, Turmspitze 1879; mit Ausstattung. Friedhof mit Umfassungsmauer und Grabsteinen des späten 19./frühen 20. Jahrhunderts. | D-1-89-155-112 | weitere Bilder    |
| Nähe Balthasar-Permoser-Straße (Standort) | Lourdeskapelle                          | mit polygonalem Schluss und Dachreiter, 1894/95. | D-1-89-155-114 | Lourdeskapelle    |
| Neuhausener Straße 2 (Standort)           |                                         | Zugehöriger Querstadel mit gewölbtem Stall und Traufbundwerk, Mitte 19. Jahrhundert. | D-1-89-155-116 | BW                |
| Pallinger Straße 1 (Standort)             | Gasthaus zur Post                       | mit Flachsatteldach und biedermeierlicher Putzgliederung, Firstglocke bezeichnet mit dem Jahr 1834, rückwärtiger Saal erste Hälfte 20. Jahrhundert.                                             | D-1-89-155-117 | Gasthaus zur Post |

### Sparz
| Lage                           | Objekt                          | Beschreibung | Akten-Nr.      | Bild                         |
| ------------------------------ | ------------------------------- | --- | -------------- | ---------------------------- |
| Nähe Sparzer Straße (Standort) | 14 Kreuzwegstationen            | 1896 gestiftet; am Weg zur Sparz-Kapelle. | D-1-89-155-132 | BW                           |
| Sparz 1 (Standort)             | Kapelle St. Salvator und Joseph | Dreikonchenbau, erbaut 1712–16, Verlängerung und Westturm um 1823; mit Ausstattung. | D-1-89-155-133 | weitere Bilder               |
| Sparz 3 (Standort)             | Ehemaliges Benefiziatenhaus     | zweigeschossiger Bau mit Ecklisenen und Zeltdach, Mitte 19. Jahrhundert. | D-1-89-155-136 | BW                           |
| Sparz 3 (Standort)             | Ehemaliges Ökonomiegut Sparz    | Kopfbau des Nordtraktes der Dreiflügelanlage, zweigeschossig mit Putzgliederung und Schopfwalmdach, über der Tür bezeichnet mit dem Jahr 1744, im Inneren Stuckdecken, Raumdisposition 1984/85 verändert. | D-1-89-155-135 | Ehemaliges Ökonomiegut Sparz |
| Sparz 3 (Standort)             | Maria-Ward-Mädchenrealschule    | lang gestreckter, dreigeschossiger Bau mit Putzgliederung, Kernbau mit Eingangs- und Treppenrisalit von 1895, östlicher Erweiterungsbau mit Festsaal und Hauskapelle, 1907/08.                            | D-1-89-155-134 | Maria-Ward-Mädchenrealschule |
| Sparzer Straße (Standort)      | "Peststein"                     | neugotische Stele mit Inschrifttafel, aufgestellt nach 1859; am Weg von der Hl.-Geist-Brücke nach Sparz.                                                                                                  | D-1-89-155-131 | BW                           |

### Weitere Ortsteile
| Lage                                                        | Objekt             | Beschreibung | Akten-Nr.      | Bild               |
| ----------------------------------------------------------- | ------------------ | --- | -------------- | ------------------ |
| Abstreit, Öd i.d.Pechschneid (Standort)                     |                    | Kapelle St. Florian, Satteldachbau mit dreiseitigem Schluss und Dachreiter, erbaut 1705; mit Ausstattung; südwestlich von Abstreit.                                                                                          | D-1-89-155-145 | BW                 |
| Axdorf, Axdorfer Straße 4 (Standort)                        |                    | Bauernhaus mit Mittertenne und doppelter Widerkehr, Wohnteil massiv mit hohem Kniestock, Laube mit gesägter Brüstung, über dem Eingang bezeichnet mit dem Jahr 1853, Widerkehr um 1900.                                      | D-1-89-155-95  | BW                 |
| Baumgarten 1 (Standort)                                     |                    | Bauernhaus mit doppelter Widerkehr, Wohnteil massiv mit erneuerter Hochlaube, Firstpfette bezeichnet mit dem Jahr 1788 oder 1808, Stallgewölbe Mitte 19. Jahrhundert.                                                        | D-1-89-155-96  | BW                 |
| Buchfelln (Standort)                                        |                    | Sogenannte Buchfellner Kapelle, 1947 vergrößerter Neubau mit Resten des Vorgängerbaus von 1840; mit Ausstattung. | D-1-89-155-97  | BW                 |
| Hallabruck, Sparzer Straße 1 (Standort)                     |                    | Bierkeller der Brauerei Schnitzlbaumer, frühes 19. Jahrhundert; darüber Reste des Sommerkellerhauses, zweite Hälfte 19. Jahrhundert (jetzt Brandruine).                                                                      | D-1-89-155-216 | BW                 |
| Hochberg 1 (Standort)                                       |                    | Ehemaliges Bauernhaus, Wohnteil mit Blockbau-Obergeschoss, Giebel- und Hochlaube und bemalten Pfettenköpfen, an der Firstpfette bezeichnet mit dem Jahr 1794, im Kern 17. Jahrhundert.                                       | D-1-89-155-106 | BW                 |
| Höfen 23 (Standort)                                         |                    | Wohnteil des Bauernhauses, mit Blockbau-Obergeschoss, Kern 17. Jahrhundert, Dach um 1950 erhöht, Lauben in jüngster Zeit erneuert.                                                                                           | D-1-89-155-107 | BW                 |
| Höfen (Standort)                                            |                    | Sogenannte Höfener Kapelle, Satteldachbau mit dreiseitigem Schluss und Giebeldachreiter, neugotisch, 1860; mit Ausstattung.                                                                                                  | D-1-89-155-108 | BW                 |
| Holzleiten 1 (Standort)                                     |                    | Zugehörig Hofkapelle, erbaut 1910; mit Ausstattung. Zugehörig Stadel mit Laube und bemalten Pfettenköpfen, am First bezeichnet mit dem Jahr 1782.                                                                            | D-1-89-155-109 | BW                 |
| Höpperding, Höpperdinger Straße 3 (Standort)                |                    | Bauernhaus, Mittertennbau mit Hakenschopf und Widerkehr, Wohnteil massiv, zweigeschossig mit Kniestock, am Türgewände bezeichnet mit dem Jahr 1858.                                                                          | D-1-89-155-147 | BW                 |
| Kaltenbach 1 (Standort)                                     |                    | Hofkapelle, stattlicher Bau mit eingezogenem Rechteckchor und Sakristeianbau, über dem Eingang bezeichnet mit dem Jahr 1935; mit Ausstattung.                                                                                | D-1-89-155-214 | weitere Bilder     |
| Kaltenbach 1 (Standort)                                     |                    | Ehemaliges Mühlenanwesen; Wohnstallhaus mit Querfletz und reich profilierten Pfettenköpfen, im Kern 18. Jahrhundert, am Wirtschaftsteil Traufbundwerk, bezeichnet mit dem Jahr 1833.                                         | D-1-89-155-111 | BW                 |
| Kirchleiten 1 (Standort)                                    |                    | Wohnteil des Bauernhauses, mit Blockbau-Obergeschoss, im Kern 18. Jahrhundert, Dacherneuerung 1954 (bezeichnet mit dem Jahr).                                                                                                | D-1-89-155-118 | BW                 |
| Leiderting 2 (Standort)                                     |                    | Zugehörig Getreidekasten, am Türsturz bezeichnet mit dem Jahr 1713, mit umlaufender Laube und massivem Erdgeschoss. | D-1-89-155-119 | BW                 |
| Leiderting 4 (Standort)                                     |                    | Zugehörig Querstadel mit gewölbtem Stall und Bundwerk, bezeichnet mit dem Jahr 1852. Zugehörig Hofkapelle mit Zeltdach, 18. Jahrhundert.                                                                                     | D-1-89-155-120 | BW                 |
| Neuhausen 12 (Standort)                                     |                    | Zugehörig Nebengebäude (Schmiede), zweigeschossig mit Schopfwalm, erste Hälfte 19. Jahrhundert. | D-1-89-155-121 | BW                 |
| Rettenbach (Standort)                                       |                    | Wegkapelle, kleiner Rechteckbau, bezeichnet mit dem Jahr 1865.; mit Ausstattung; neben Balthasar-Permoser-Straße 36. | D-1-89-155-124 | BW                 |
| Roitwalchen, Breite (Standort)                              |                    | Wegkapelle, Rechteckbau, 18. Jahrhundert, runde Apsis 19. Jahrhundert; mit Ausstattung; zu Roitwalchen 8 gehörig, in Richtung Alterfing.                                                                                     | D-1-89-155-126 |                    |
| Roitwalchen 8 (Standort)                                    |                    | Bauernhaus mit doppelter Widerkehr, Wohnteil zweigeschossig mit Kniestock und Hochlaube, Türgewände bezeichnet mit dem Jahr 1858.                                                                                            | D-1-89-155-125 | BW                 |
| Schmidham (Standort)                                        |                    | Hofkapelle, großer Bau mit eingezogener runder Apsis und Dachreiter, erbaut 1906; mit Ausstattung; zu Schmidhamer Sandgrube 2, 4 gehörig.                                                                                    | D-1-89-155-215 | BW                 |
| Schmidham, Kraimooser Feld (Standort)                       | Bildstock Kraimoos | Bildstock, auf rundem Schaft (römischer Meilenstein) Rotmarmor-Laterne, Anfang 17. Jahrhundert; an der Straße nach Kraimoos.                                                                                                 | D-1-89-155-128 | Bildstock Kraimoos |
| Schmidhamer Sandgrube 2; Schmidhamer Sandgrube 4 (Standort) |                    | Stattlicher Dreiseithof; Wohnstallhaus (Nordflügel) zweigeschossig mit hohem Kniestock, an der Firstpfette bezeichnet mit dem Jahr 1905, Zuhaus (östlicher Teil des Südflügels), am Türgewände bezeichnet mit dem Jahr 1844. | D-1-89-155-127 | BW                 |
| Siegelberg 3 (Standort)                                     |                    | Parallelstadel mit teilmassivem Erdgeschoss, Quertenne und Giebelbundwerk, zweite Hälfte 19. Jahrhundert, einbezogener eingeschossiger Getreidekasten Ende 18. Jahrhundert.                                                  | D-1-89-155-129 | BW                 |
| Siegelberg 5 (Standort)                                     |                    | Bauernhaus, breit gelagerter Flachsatteldachbau mit giebelseitigem Stall und Giebelbundwerk, 18. Jahrhundert. | D-1-89-155-130 | BW                 |
| Tinnerting (Standort)                                       |                    | Brechelhütte, erdgeschossiger Bruchsteinbau, wohl Mitte 19. Jahrhundert; am östlichen Ortsausgang. | D-1-89-155-137 | BW                 |
| Wolkersdorf, Erlstätter Straße 3 (Standort)                 |                    | Wohnteil des ehemaligen Bauernhauses, mit Kniestock, Putzgliederung und Hochlaube, Türgewände bezeichnet mit dem Jahr 1844.                                                                                                  | D-1-89-155-138 | BW                 |

## Ehemalige Baudenkmäler
In diesem Abschnitt sind Objekte aufgeführt, die früher einmal in der Denkmalliste eingetragen waren, jetzt aber nicht mehr. Objekte, die in anderem Zusammenhang – also z. B. als Teil eines Baudenkmals – weiter eingetragen sind, sollen hier nicht aufgeführt werden. Aktennummern in diesem Abschnitt sind ehemalige, jetzt nicht mehr gültige Aktennummern.

| Lage                                | Objekt | Beschreibung                                 | Akten-Nr.     | Bild |
| ----------------------------------- | ------ | -------------------------------------------- | ------------- | ---- |
| Schaumburgerstraße 6/6 a (Standort) |        | Hierzu Rest der Stadtmauer, mittelalterlich. | D-1-89-155-44 |      |
| Schaumburgerstraße 8 (Standort)     |        | Hierzu Rest der Stadtmauer, mittelalterlich. | D-1-89-155-46 | BW   |